# Fonatolás (textilipar)

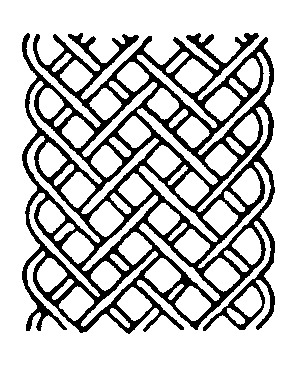
A fonat szerkezete

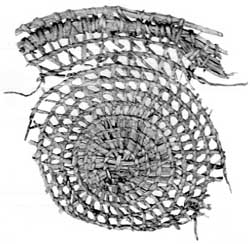
Őskori kosárfonat-maradvány

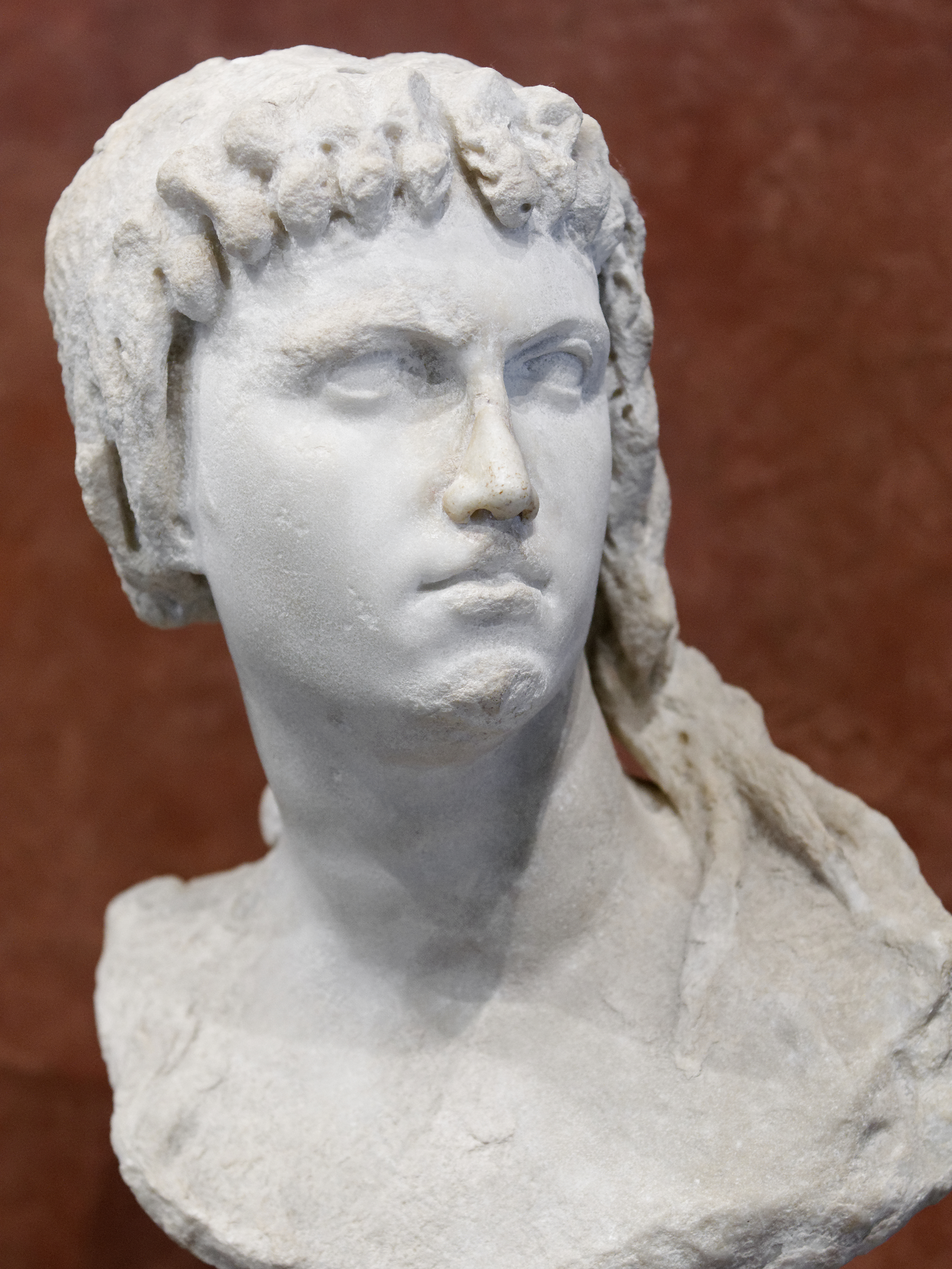
Befont hajú istennőt ábrázoló ókori szobor

A textilipari fonatolás a fonalak összefüggő kelmévé való egyesítésének egy módja. A fonatolt termék úgy jön létre, hogy a fonalakat a kelme egyik szélétől a másikig átlós irányban vezetik, mégpedig oly módon, hogy közben egymást alul-felül keresztezik. A szövettől eltérően itt nem két (lánc- és vetülék-) fonalrendszerből épül fel a kelme, hanem egyetlen fonalrendszerből, amelynek egyes elemeit a kereszteződési pontokban fellépő súrlódás tartja össze rendezett állapotban.
Vannak olyan műszaki alkalmazások, amelyeknél a fonatot nem textilfonalakból, hanem vékony fémhuzalokból állítják elő.
A fonatolt termék lehet
- szalag alakú, amikor a termék nyitott kelme, amelyben a fonalak valóban az egyik széltől a másikig haladnak és ott visszafordulnak (úgy, mint a haj „befonásakor”, ami voltaképpen szintén „fonatolás”[Megj. 1]), vagy
- zárt cső alakú, amelyben a fonalak folyamatosan egy irányban haladnak csavarmenet formájában, miközben egymással kereszteződnek. Ebben az esetben szükség esetén bélfonalat (betétfonalat) is be lehet vezetni a cső belsejébe, hogy a termék hosszirányú nyúlását gátolják (pl. a cipőfűző esetében), van éppen rugalmassá tegyék (pl. egy gumikötél esetében).

## Történet
A fonatolás egyike az ősi kézműves tevékenységeknek, amit kezdetben hajlékony faágak, indák összefűzésével műveltek, és használati tárgyak (főleg kosarak) készítésére használtak. A kosárfonás nyomai 12 ezer évvel ezelőtti leleteken fennmaradtak. Ötzi, akinek jégbe fagyott, 5000 éves múmiáját 1991-ben találták meg, fűből készült fonatolt késtokot viselt a derekán. Egyiptomban már 3000 évvel ezelőtt is készítettek olyan ülőbútorokat, amelyek felületét ilyen módon alakították ki. (A ma használatos „fonott” – valójában „fonatolt” – székek a 17. század óta ismertek.) A haj „befonása” is nagyon régi szokás, i. e. 600-ból például fennmaradt olyan görög szobor, amely befont hajú ifjút ábrázol.
A fonatolás – akár csak számos más textilipari eljárás – gépesítése is az ipari forradalom idejére, a 18. századra vezethető vissza. 1748-ból származik az első ilyen vonatkozású szabadalom, ez az angol Thomas Walford találmánya, amit főleg gyertyába való kanóc, cipőfűzők és zsinórok készítésére szerkesztett. Ezt a konstrukciót a német Johann Heinrich Bockmühl tökéletesítette 1767-ben,  és ez lett az alapja a mai korszerű gépeknek.

## A fonatképzés elve

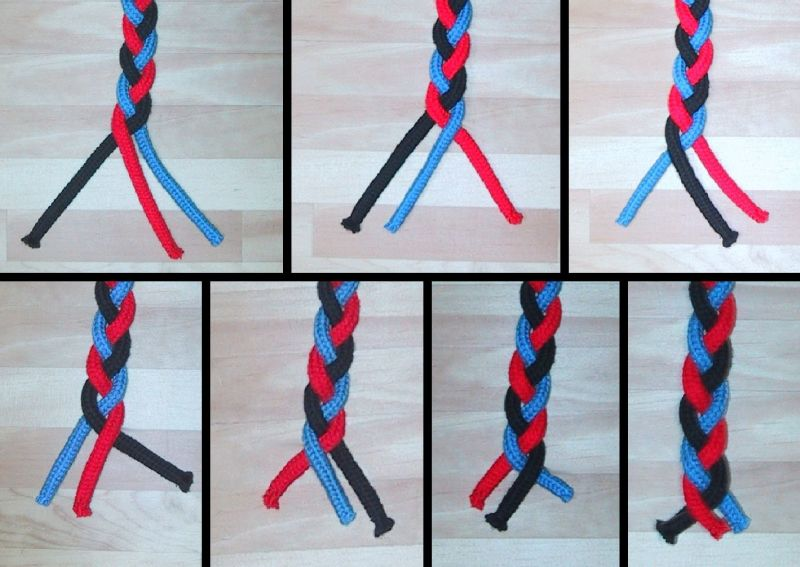
A fonatképzés elve

Fonatképzéshez legkevesebb 3 fonalág szükséges, amelyeket rendre a fonatképzés elvét bemutató ábrán látható módon kell keresztezni. A fonatolt termék szerkezete olyan, hogy az azt alkotó fonalak fele átlósan balról jobbra, másik fele ugyancsak átlósan jobbról balra halad, miközben egymást kölcsönösen alul-felül keresztezik.

## A fonatológép működése

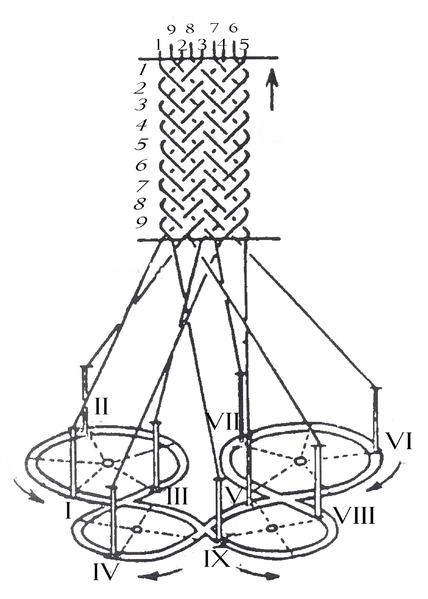
A fonatológép működési elve

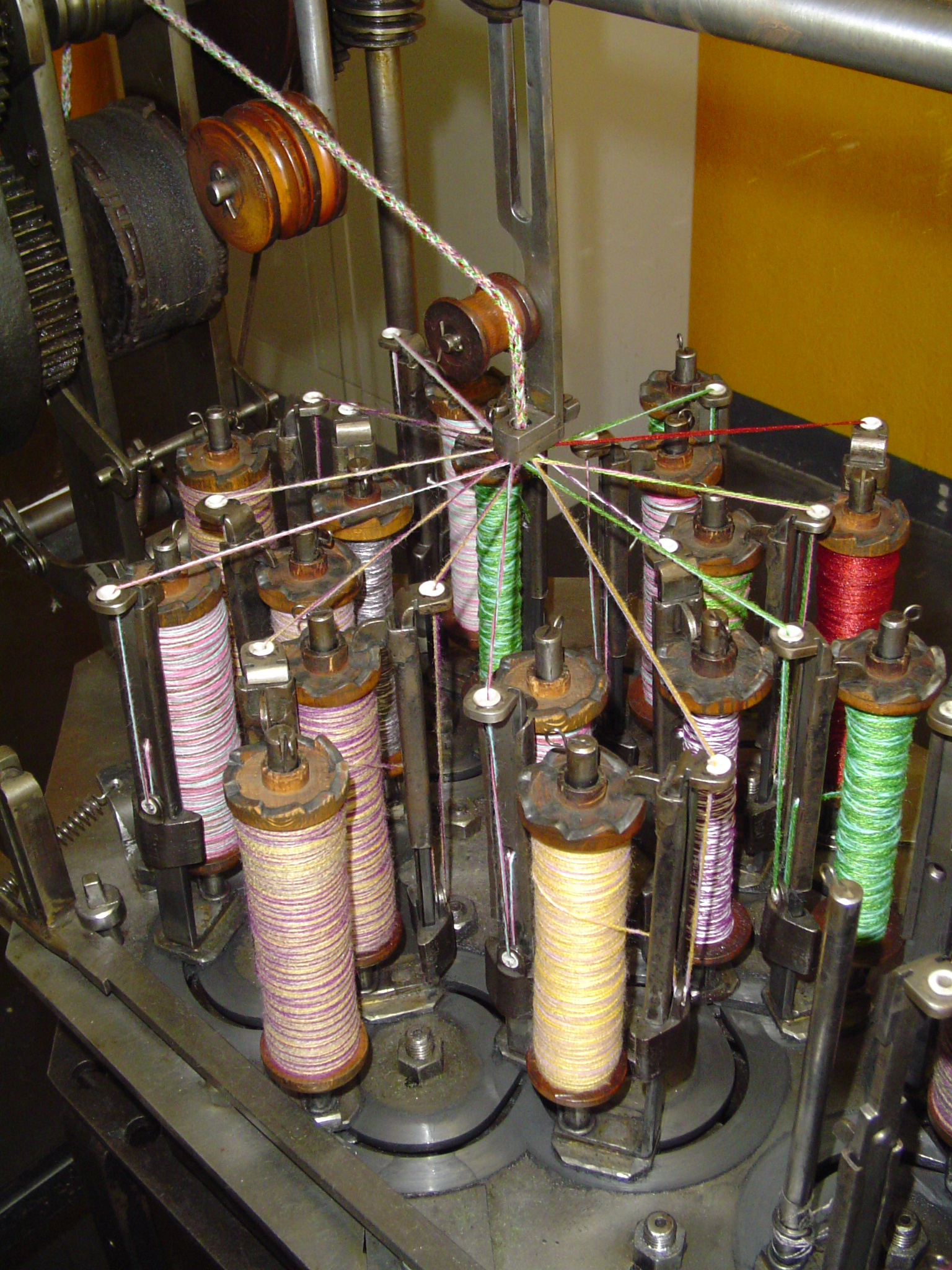
Fonatológép

Fonatológépen a fonatot úgy hozzák létre, hogy a gépen elhelyezett csévék – amelyeket itt „babáknak” neveznek – egymást keresztező, hullám alakú pályán mozognak és így a róluk lehúzott fonalak is egymást keresztezve épülnek be a kialakuló fonatba. A fonalak átlós irányú elhelyezkedését az hozza létre, hogy miközben a babák a fonat egyik szélétől a másikig haladnak, a fonatot felfelé folyamatosan kihúzzák a gépből. A kihúzás sebességétől függően meredekebb vagy laposabb menetek alakulnak ki. A menetek emelkedési szöge és a fonalak vastagsága együttesen határozza meg a fonat tömöttségét.
Aszerint, hogy a fonatológépet milyen termékek készítésére kívánják felhasználni, 3–150 baba is működhet a gépen. Mivel a babák száma egy-egy gépen kötött, a különböző babaszámú termékek készítésére más-más gépre van szükség.
Attól függően, hogy a fonatolással lapos szalagot vagy cső alakú terméket kívánnak-e létrehozni, kétféle gépfelépítésre van szükség.
A szalagfonatoló gépen páratlan számú baba van. A babák egy majdnem teljes, megszakított körpályán haladnak, amely egymással érintkező kisebb körökből áll. A babák a körpálya megszakítása miatt nem haladhatnak állandóan egy irányban, a megszakítás helyén visszafordulnak. A külső pályán haladó babák felváltva kerülgetik a belső körön haladókat. Mozgásukat úgy hangolják össze, hogy nehogy összeütközzenek. Az egymást kerülgető babák együttesen hozzák létre a fonatot, amely ez esetben – a babák visszafordulásra kényszerülése miatt – nyitott, azaz két ép széllel rendelkezik.
A csőfonatoló gép páros számú babával működik, amelyek ebben az esetben teljes zárt pályán haladnak végig. A babák fele az óramutató járásával megegyezően, a másik fele azzal ellentétesen halad, egymást kerülgetve. A kialakuló fonat ebben az esetben zárt cső.
A csőfonatoló gép egy speciális fajtája az ún. „négyszöggép”, amelyen a babák pályája két, egymásra merőleges 8-as alakot mutat. Ezen a gépen négyszög (négyzet vagy téglalap) keresztmetszetű, üreges zsinór készíthető, amit paszományokhoz használnak fel.
Maga a fonatolt szerkezet alakváltozásra – így nyúlásra is – erősen hajlamos. Ha szabályozott mértékű nyúlást kell elérni, akkor a fonatba hosszanti irányú fonalakat, ún. betétfonalakat kell bevezetni, amiket a fonatképző fonalak átkulcsolnak. A cső alakú fonatba – ha nem kifejezetten cső gyártására szolgál – alulról folyamatosan egy bélfonalat vezetnek a kialakuló cső belsejébe, ezt öleli körül maga a fonat, mint burkolat. A betét- ill. bélfonal tulajdonságai határozzák meg, hogy milyen mértékű nyúlása lesz a fonatolt szalagnak ill. zsinórnak. Ha kifejezetten nagy nyúlású, rugalmas termék előállítása a cél, akkor ezt gumi- vagy elasztánfonal bevezetésével érik el.
A csőfonatoló gépek egy fontos alkalmazási területe a kábelszigetelések készítése. A kábel itt tulajdonképpen mint „bélfonal” szerepel. Erre a célra azonban speciális felépítésű fonatológépre van szükség, amelyen a kábelt vízszintesen vezetik és a babák függőleges síkban elhelyezett pályákon mozognak. Itt a babák kialakítása és szerkezete is eltér a „közönséges” fonatológépen alkalmazott konstrukciótól, de a működés elve ugyanaz.
A fonatot alkotó fonalak színének, fajtájának, vastagságának kombinálásával, a fonalak feszességének, valamint a babák mozgatásának változtatásával nagyon sokféle mintás fonat is készíthető. A babák pályájának módosítására régebben lyukkártyás, újabban elektronikus vezérlés (ún. jacquard-berendezés) révén van lehetőség. Ezzel azt érik el, hogy egy-egy baba nem mindig ugyanazt a pályát futja be, hanem a kívánt mintának megfelelően helyenként megváltoztatják a mozgásirányát és így az általa mozgatott fonal kereszteződési pontjait is – ez adja ki a mintát. Ily módon akár csipkeszerű hatások is elérhetők.
Korszerű fonatológépek között olyan konstrukció is van, amelynél a babák nem kör alakban rendezett pályákon haladnak végig, hanem ezek a pályák egy négyzetet töltenek ki és ezen belül a babák a kívánt kötésmódnak, mintának megfelelően vezethetők.

## Fonatolt termékek
Néhány jellegzetes fonatolt termék:
Ruházati alkalmazások

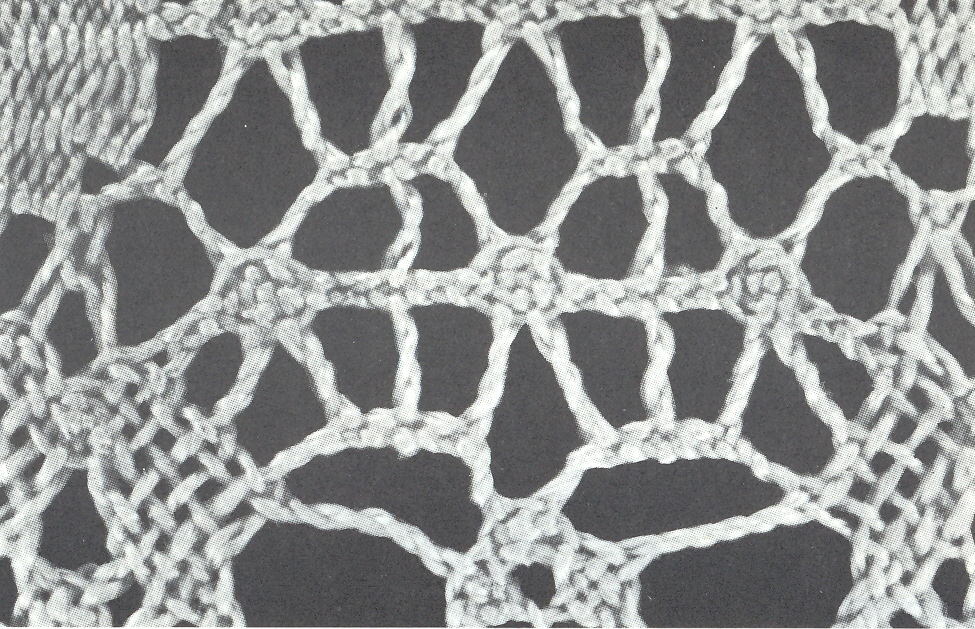
Gépi vert (klöpli-) csipke részlete

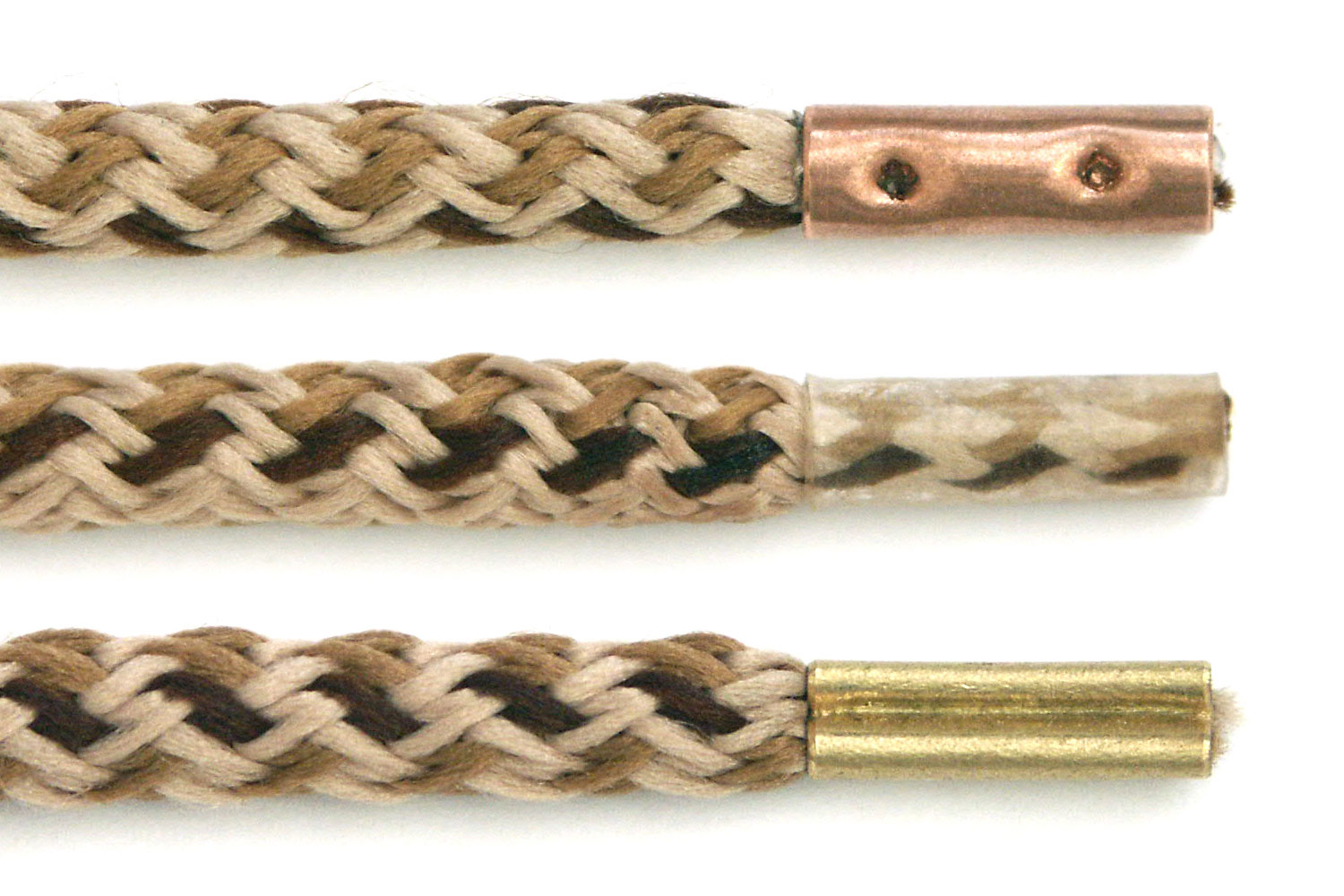
Cipőfűző

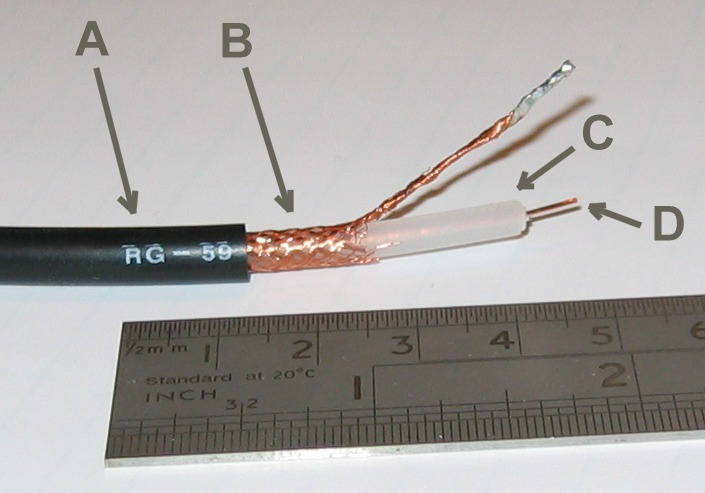
Kábel fonatolt árnyékoló bevonattal. A – külső műanyag szigetelés, B – rézhuzalból készült fonatolt árnyékoló réteg, C – dielektrikum, D – központi vezeték.

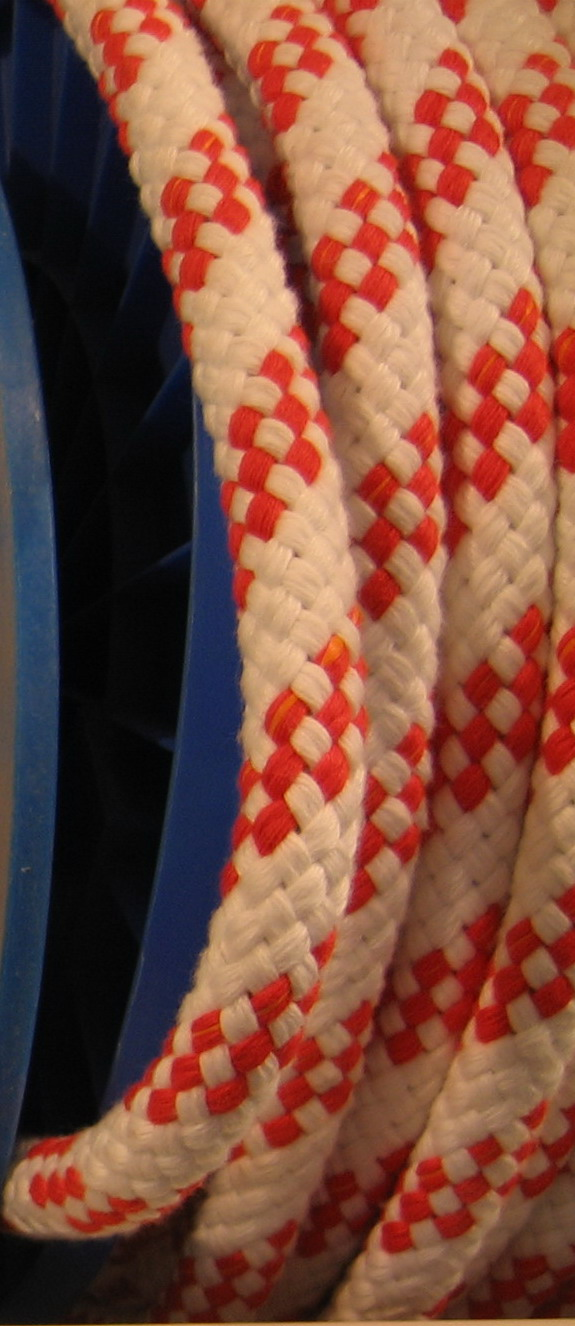
Fonatolt kötél

- Csipkeszalagok (ún. gépi „klöplicsipkék”)
- Cipőfűzők (szalag- és csőfonatok formájában egyaránt)
- Gumiszalagok („gumipertli”, szalagfonat hosszában bevezetett gumi- vagy elasztánfonalakkal)
- Kalapgumi (csőfonat gumi- vagy elasztán-bélfonallal)
- Farkasfog (cakkos fonatolt szalag, amit különbözőképpen fékezett fonalak alkalmazásával állítanak elő. Díszítések készítésére használják.)
- Paszományzsinórok, sújtások
- Övek

Műszaki és egyéb alkalmazások
- Kábelszigetelés (elektromosan szigetelő hatású, pl. pamutfonalakból készült fonatolt burkolat)
- Kábel védőburkolata (a mechanikai sérülés ellen védő, fémhuzalból készült védőburkolat)
- Árnyékoló réteg kialakítása kábelekben (fémhuzalból készült fonattal)
- Gépkocsi-akkumulátorhoz csatlakozó vezeték (rézhuzalból készült széles fonatolt szalag)
- Csővezetékek
- Csővezetékek védőburkolatai
- Cső alakú kompozitok szilárdító váza
- Sebvarró fonalak
- Kanóc (gyertyához, petróleumlámpához)
- Különféle díszítőzsinórok
- Hajtózsinórok
- Tömítő zsinórok
- Kötelek (merev és rugalmas kivitelben)
- Különféle kötözőzsinórok